# Moviment Cívic d’Espanya i Catalans
Moviment Cívic d'Espanya i Catalans és una associació sense ànim de lucre establerta a Barcelona el 2012. El seu objectiu és organitzar assemblees, actes, conferències i debats que promoguin la unitat d'Espanya. Va sorgir com a reacció al procés independentista català, per promoure els beneficis de la unitat d'Espanya. El seu primer president fou Manuel Parra. Poc després de constituir-se, van organitzar a Barcelona una concentració a la Plaça Catalunya el 12 d'octubre de 2012 que va aplegar unes 6.000 persones. Es tracta de la primera gran manifestació espanyolista organitzada a Barcelona, en reacció a la Manifestació independentista de la Diada de 2012. Mesos després, el dia de la constitució, van convocar una nova manifestació que va aplegar 7.000 persones, segons la Guàrdia Urbana de Barcelona.

## Presidents
- Manuel Parra (2012-2014)
- Eduardo García González (2014-)[3]